# Torrent de Merlí
El Torrent de Merlí és un torrent afluent per l'esquerra de la Rasa de Peà que fa tot el seu curs pel terme municipal de Navès.

## Xarxa hidrogràfica
La xarxa hidrogràfica del Torrent de Merlí està integrada per un total de 7 cursos fluvials. A banda del torrent principal, els altres 6 cursos fluvials tots són subsidiaris de 1r nivell.
La totalitat de la xarxa suma una longitud de 5.617 m. que transcorren íntegrament pel terme municipal de Navès.

## Mapa del seu curs
- Mapa de l'ICC